# Centrale d'acquisto
Le centrali d'acquisto sono organizzazioni che hanno come obiettivo prioritario la gestione del contratto fornitore (condizioni di acquisto in fattura e prestazioni fuori fattura) ed il catalogo prodotti per categorie e la relativa struttura di gamma (listing e delisting).
In questo tipo di centrali i processi gestiti si limitano alla definizione rispetto all'industria delle condizioni commerciali di acquisto dei prodotti e dei ricavi indiretti, questo modello è tipico delle centrali di acquisto o delle supercentrali.

## Tipologie di centrale d'acquisto
Esistono diverse tipologie di centrali d'acquisto:
- Centrale acquisti pubblica
- centrale d'acquisto cooperativa
- centrale d'acquisto integrata
- centrale d'acquisto all'ingrosso

## Le centrali d'acquisto pubbliche
Le centrali d'acquisto pubbliche, presenti in quasi tutti i Paesi del mondo, gestiscono acquisti aggregati e centralizzati per conto dei propri Governi. 
L'OCSE dedica ampio spazio di approfondimento alle Centrali d'acquisto pubbliche (Public Purchasing Bodies) per via del forte impatto che gli approvvigionamenti pubblici generano sul Prodotto interno lordo.
In Europa quasi tutti i Paesi sono dotati di una centrale acquisti pubblica, regolata secondo le norme del Paese di stabilimento e secondo la normativa comunitaria sugli appalti pubblici.
In Italia, le Centrali d'acquisto pubbliche sono nate nel 2001 con la Consip e si sono sviluppate nel 2007 con le norme del Sistema a Rete dei soggetti aggregatori che vede la stretta cooperazione di Consip e delle Centrali acquisti regionali. Il sistema è stato fortemente sviluppato dal Governo Renzi che ha inteso ridurre da 32.000 stazioni appaltanti a 35 soggetti aggregatori che bandiscono gare di grandi importi in Italia.

## Le più grandi centrali d'acquisto nella grande distribuzione
Le centrali d'acquisto nella grande distribuzione più importanti del mondo operano anche in Italia. Sono le seguenti:
- Agorà network (Sogegross, Poli, Iperal, Comservice, Orrigoni Cedis)
- Aicube (Interdis, Gruppo Pam / Panorama Despar Italia Consorzio)
- Auchan / Sma
- Bennet
- Carrefour Italia
- CDS
- Ce.Di Gros
- Comas
- Conad
- ConitCoop
- Coop Italia
- Coralis
- Crai
- Esselunga
- Eurospin
- Finiper / Unes
- Gruppo C3
- GDA Group
- Il Gigante
- IperDì
- Lombardini
- Mediamarket
- Metro
- Multicedi (Decò)
- Grido (che raggruppa SAI, Co.Dist e Briò)
- Pascar Group
- Super Dì
- Selex Commerciale
- Sigma
- Sintesi
- Sisa
- Billa (Gruppo Rewe Italia)
- Sun (Cadoro, Magazzini Gabrielli, Italmark, Orvea, Superconti)

### Le supercentrali italiane
Le supercentrali italiane più importanti sono:
- Centrale Italiana che raggruppa Coop, Sigma,
- Sma / Auchan che raggruppa Auchan/Sma, Crai, Sisa, Coralis, Citre.
- Carrefour Italia che raggruppa Carrefour Iper, Express, Market, Franchising.
- Conad-Unes che raggruppa Conad, Unes, Finiper.
- ESD Italia che raggruppa Selex Commerciale, Agorà, Sun, Aspiag.
- AICUBE che raggruppa Vegè, Gruppo Pam, Despar Italia, Decò.
- Esselunga
- Metro
- Bennet

### Le supercentrali europee
| Posizione | Nome              | Volume d'affari | Aderenti |
| --------- | ----------------- | --------------- | --- |
| 1         | EMD               |                 | Markant (Austria, Germania, Repubblica Ceca e Slovacchia); Delhaize Group (Belgio e Grecia); SuperGros; Euromadi (Portogallo e Spagna) ; Tuko Logistics Oy; Système U; Musgrave (Irlanda e Regno Unito); Unil; Superunie; Mega Image; Axfood ; ESD Italia (Selex e Cedas ) |
| 2         | Coopernic         |                 | Colruyt; Coop Svizzera; Conad; E.Leclerc, Rewe |
| 3         | Carrefour Europe  |                 | Carrefour; Champion, Dia; ED; Supermarchés GB; Shopi; 8 à huit |
| 4         | Alidis / Agenor   |                 | Edeka; ITM Entreprises; Eroski |
| 5         | AMS               |                 | Ahold, Morrisons, Kesko, Mercadona |
| 6         | Metro AG          |                 | |
| 7         | Tesco Group       |                 | |
| 8         | Schwarz Group     |                 | |
| 9         | ALDI              |                 | |
| 10        | Auchan Europe     |                 | |
| 11        | Casino Europe     |                 | |
| 12        | Sainsbury's       |                 | |
| 13        | Walmart UK        |                 | Asda |
| 14        | Centrale Italiana |                 | Coop Italia, Supermercati Sigma, Despar, Il Gigante |